# Lupeol
Lupeol ist ein sekundärer Pflanzenstoff, der zu den pentacyclischen Triterpenen gehört und zur Untergruppe der Lupane. Es gehört zu den Alkoholen (siehe auch Cycloalkanole) und den Alkenen. Lupeol ist als potentiell leicht verfügbares Malaria- und Krebsmittel mit geringer Toxizität für die medizinische Forschung von Interesse.

## Vorkommen

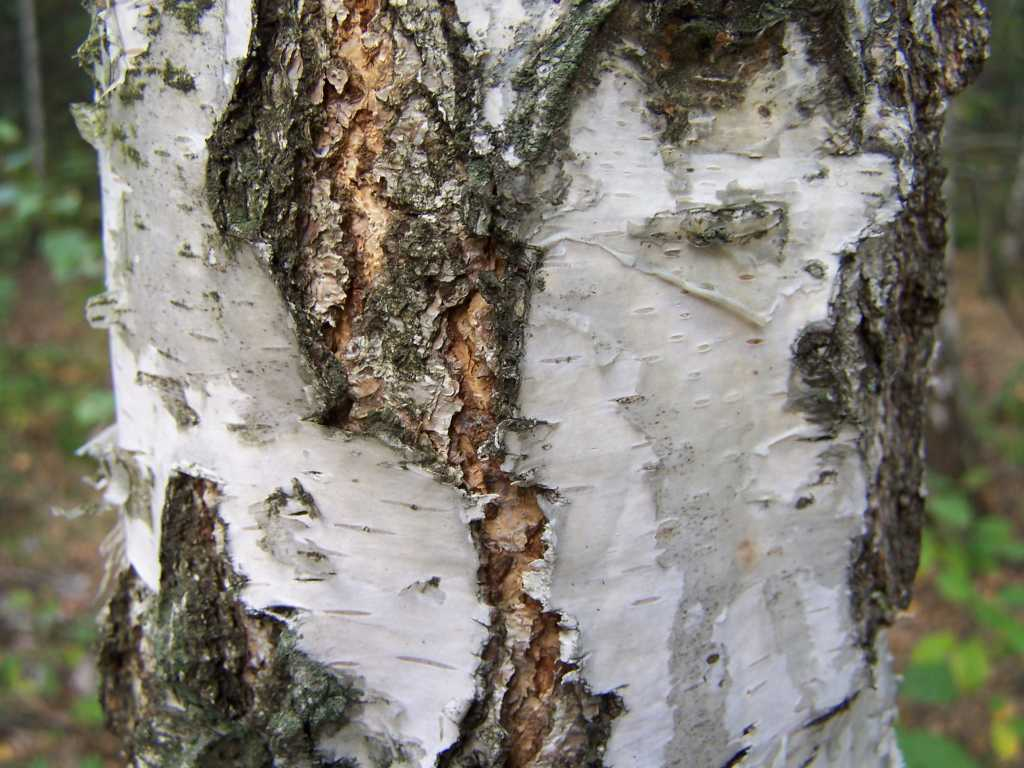
Birkenrinde

In der Kapernpflanze Crateva nurvala und der Rinde von Birken kommt der Naturstoff Lupeol vor.

## Historisches
Lupeol wurde von Ernst Schulze in den Samen gelber Lupinen entdeckt und erstmals 1891 beschrieben. Gilbert Stork veröffentlichte 1971 eine Totalsynthese von Lupeol.

## Biosynthese
Lupeol entsteht über die Zwischenstufe Squalen letztlich aus Acetyl-CoA. Auch die chemische Synthese ist möglich. Wegen eines stereochemischen Problems ist sie aber etwas teurer.

## Wirkungen
Lupeol zeigt in vitro antiprotozoische Wirkung gegen Plasmodium falciparum. Der Effekt ist noch nicht voll verstanden und wird weiter erforscht.
Entzündungshemmende Eigenschaften wurden beobachtet und sind Gegenstand weiterer Forschungen, beispielsweise wurde die Wirkung von Lupeol bei der Behandlung von Gesichtsakne in einer klinischen Studie untersucht.
Auch eine Wachstumshemmung von Tumorzellen wurde beobachtet. Verschiedene Wirkungsmechanismen wurden nachgewiesen. Es wurde berichtet, dass Lupeol gegen Magen- und Lungenkrebs wirksam sei, dass es bei der Behandlung von Brustkrebs gute Ergebnisse zeige, und dass es vor alkoholbedingten Magenschädigungen schütze. Es wird erforscht, in welchen Fällen sich Lupeol als adjuvantes Therapeutikum eignet.
Die antimikrobielle Wirkung von Lupeol ist messbar. Hier gilt der Stoff als Leitsubstanz zur Entwicklung besser wirksamer Derivate.